# Un viaggio chiamato amore
Un viaggio chiamato amore è un film del 2002 diretto da Michele Placido.

## Trama
Si racconta la tormentata storia d'amore tra la scrittrice Sibilla Aleramo e il poeta Dino Campana, soprattutto attraverso le loro lettere. Nel 1916 la poetessa Sibilla riceve lettere e versi da Dino Campana, poeta sopra le righe, considerato come uno squilibrato nei circoli letterari di Firenze. Tuttavia ne resta affascinata e lo va a trovare nel suo villaggio sugli Appennini toscani, dove viene considerato "il matto", e immediatamente Sibilla si innamora di lui. Andati a vivere in una villa isolata, i due scrivono poesie insieme.
Il film si alterna tra sequenze di presente e passato, con vari flashback che alludono all'infanzia sofferta da Sibilla, con la madre instabile di mente, e il sottoposto Ulderico, che la importunò per diverse settimane, fino alla violenza sessuale, approfittando dello stato mentale di lei. L'idillio tra Sibilla e Dino si incrina, quando lei vede il male mentale che s'impossessa del poeta, costantemente incline a sbalzi d'umore, e a isterismi contro l'intellighenzia fiorentina, accusata da Campana di ostacolare la sua ascesa letteraria in ogni modo. Dino arriverà ad insultare Sibilla anche per i suoi rapporti d'amicizia con Papini, Soffici, Prezzolini e altri intellettuali, ricordandole come Soffici smarrì il suo manoscritto dei Canti Orfici che gli aveva inviato per un parere.
Dopo una lite, l'internamento e l'uscita dal manicomio, Dino torna a cercare Sibilla, e viene ospitato nella sua villa. Ma presto il male si ripresenta, e il giovane scappa di casa dopo una violenta lite. Il film si chiude con una didascalia, che spiega come l'idillio tra i due poeti finì nel 1918, quando Campana venne ricoverato nel Manicomio di Villa Castelpulci, fino alla morte nel 1932.

## Produzione
Il film è stato girato a Frattura vecchia di Scanno (Abruzzo), a Castello di Rota, e nella Villa Parisi di Monte Porzio Catone. Alcuni esterni sono stati girati a Roma.

## Riconoscimenti
- 2002 - Mostra internazionale d'arte cinematografica
  - Miglior interpretazione maschile a Stefano Accorsi
  - Candidatura Leone d'oro a Michele Placido
- 2003 - David di Donatello
  - Candidatura Migliori costumi a Elena Mannini
- 2003 - Nastro d'argento
  - Candidatura Migliore produttore a Cattleya
  - Candidatura Migliore attrice protagonista a Laura Morante
  - Candidatura Migliore fotografia a Luca Bigazzi
  - Candidatura Migliori costumi a Elena Mannini
- 2002 - European Film Awards
  - Candidatura Miglior attrice a Laura Morante